# Natuurpark Serra de São Mamede

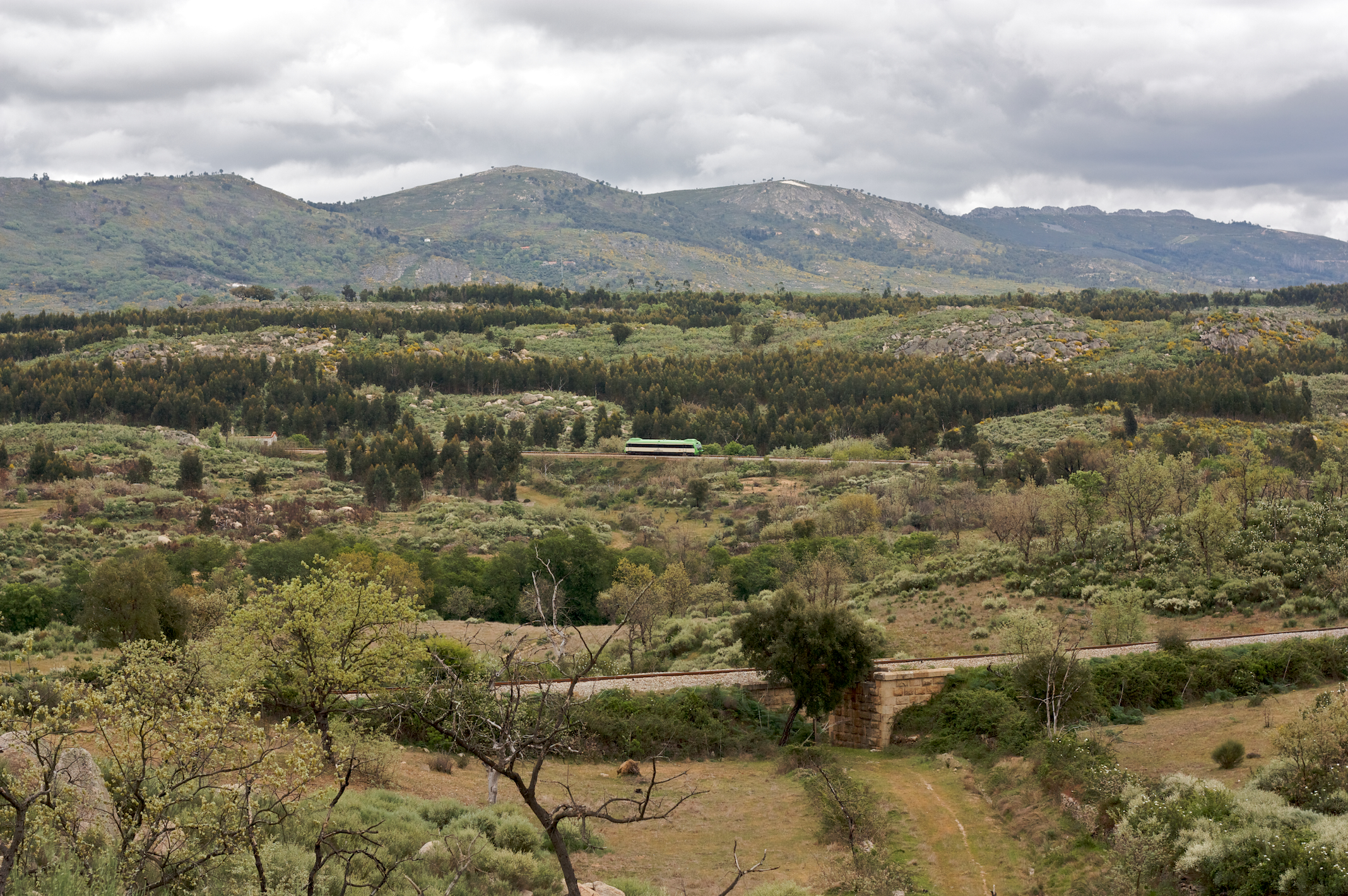
Serra de São Mamede

Het Natuurpark Serra de São Mamede (Portugees: Parque natural da Serra de São Mamede) is een natuurpark in Portugal. Het werd opgericht in 1989 en is 72,2 vierkante kilometer groot. Het natuurpark omvat het Serra de São Mamede-gebergte met stadjes als Marvão. In het park komen de Iberische wolf en de Iberische lynx voor.